# Chaceus caecus
Chaceus caecus is een krabbensoort uit de familie van de Pseudothelphusidae. De wetenschappelijke naam van de soort is voor het eerst geldig gepubliceerd in 1990 door Rodríguez & Bosque.